# Detlev Claussen
Detlev Claussen (Amburgo, 1948) è un sociologo tedesco.

## Biografia
Da studente ha assistito alle conferenze organizzate dal predicatore della cattedrale di Brema, Günter Abramzik, per Radio Brema; durante le riunioni successive ha avuto modo di conoscere personalmente studiosi come Ernst Bloch, Hans Mayer e, nel 1964, Theodor W. Adorno.
Dal 1966 al 1971, Detlev Claussen ha studiato filosofia, sociologia, letteratura e politica all'Università Goethe di Francoforte sul Meno. Ha conseguito il dottorato di ricerca nel 1975 e l'abilitazione alla docenza accademica nel 1985. È professore di Sociologia, sociologia della culturale e scientifica presso l'Università Gottfried Wilhelm Leibniz di Hannover. Le sue principali aree di lavoro includono la ricerca sull'antisemitismo, la xenofobia, il nazionalismo, il razzismo, i movimenti migratori e la psicoanalisi.

## Pubblicazioni
- Come editore: Spuren der Befreiung – Herbert Marcuse. Ein Materialienbuch zur Einführung in sein politisches Denken, Darmstadt/ Neuwied, Luchterhand, 1981. ISBN 3-472-61333-5.
- List der Gewalt. Soziale Revolutionen und ihre Theorien, Francoforte sul Meno, Campus, 1982. ISBN 3-593-33083-0.
- Abschied von gestern. Kritische Theorie heute, Brema, Wassmann, 1986. ISBN 3-926182-00-8.
- Kleine Frankfurter Schule des Essens und Trinkens. 2. Auflage, Brema, Wassmann, 1990. ISBN 3-926182-00-8.
- Grenzen der Aufklärung. Zur gesellschaftlichen Geschichte des modernen Antisemitismus, Francoforte sul Meno, Fischer Taschenbuch Verlag, 1987. ISBN 3-596-26634-3.
- Come editore: Vom Judenhass zum Antisemitismus. Materialien einer verleugneten Geschichte, Darmstadt, Luchterhand, 1987. ISBN 3-630-61677-1.
- Unterm Konformitätszwang. Zum Verhältnis von kritischer Theorie und Psychoanalyse, Brema, Wassmann, 1988. ISBN 3-926182-06-7.
- Mit steinernem Herzen. Politische Essays 1969–1989, Brema, Wassmann, 1989. ISBN 3-926182-11-3.
- Blick zurück auf Lenin, Francoforte sul Meno, Luchterhand, 1990.
- Was heisst Rassismus? Darmstadt, Wissenschaftliche Buchgesellschaft, 1994.
- Mißglückte Befreiung. Zur ethnisierenden Auflösung des Realsozialismus. Contenuto in: N. Stefanov, M. Werz, Bosnien und Europa. Die Ethnisierung der Gesellschaft, Francoforte sul Meno, 1994.
- Die Banalisierung des Bösen. Über Auschwitz, Alltagsreligion und Gesellschaftstheorie. Contenuto in: M. Werz, Antisemitismus und Gesellschaft, Francoforte sul Meno, 1995.
- Hannoversche Schriften 3. Aspekte der Alltagsreligion. Ideologiekritik unter veränderten gesellschaftlichen Verhältnissen, Francoforte sul Meno, Neue Kritik, 2000.
- Theodor W. Adorno – Ein letztes Genie, Francoforte sul Meno, S. Fischer, 2003. ISBN 978-3-10-010813-5.
- Béla Guttmann. Weltgeschichte des Fußballs in einer Person, Berlino, Berenberg, 2006. ISBN  	978-3-937834-11-5.
- Der konkrete Kosmopolitismus im Fußball des 21. Jahrhunderts. Detlev Claussen im Gespräch mit Diethelm Blecking. Contenuto in: D. Blecking, G. Dembowski: Der Ball ist bunt. Fußball, Migration und die Vielfalt der Identitäten in Deutschland, Francoforte sul Meno, 2010.